# Châteauneuf-Villevieille
Châteauneuf-Villevieille (Occitaans: Castèunòu e Vilavièlha; Italiaans (verouderd): Castelnuovo) is een gemeente in het Franse departement Alpes-Maritimes (regio Provence-Alpes-Côte d'Azur). De plaats maakt deel uit van het arrondissement Nice. Châteauneuf-Villevieille telde op 1 januari 2022 985 inwoners.

## Geografie
De oppervlakte van Châteauneuf-Villevieille bedroeg op 1 januari 2022 8,38 vierkante kilometer; de bevolkingsdichtheid was toen 117,5 inwoners per km².
De onderstaande kaart toont de ligging van Châteauneuf-Villevieille met de belangrijkste infrastructuur en aangrenzende gemeenten.

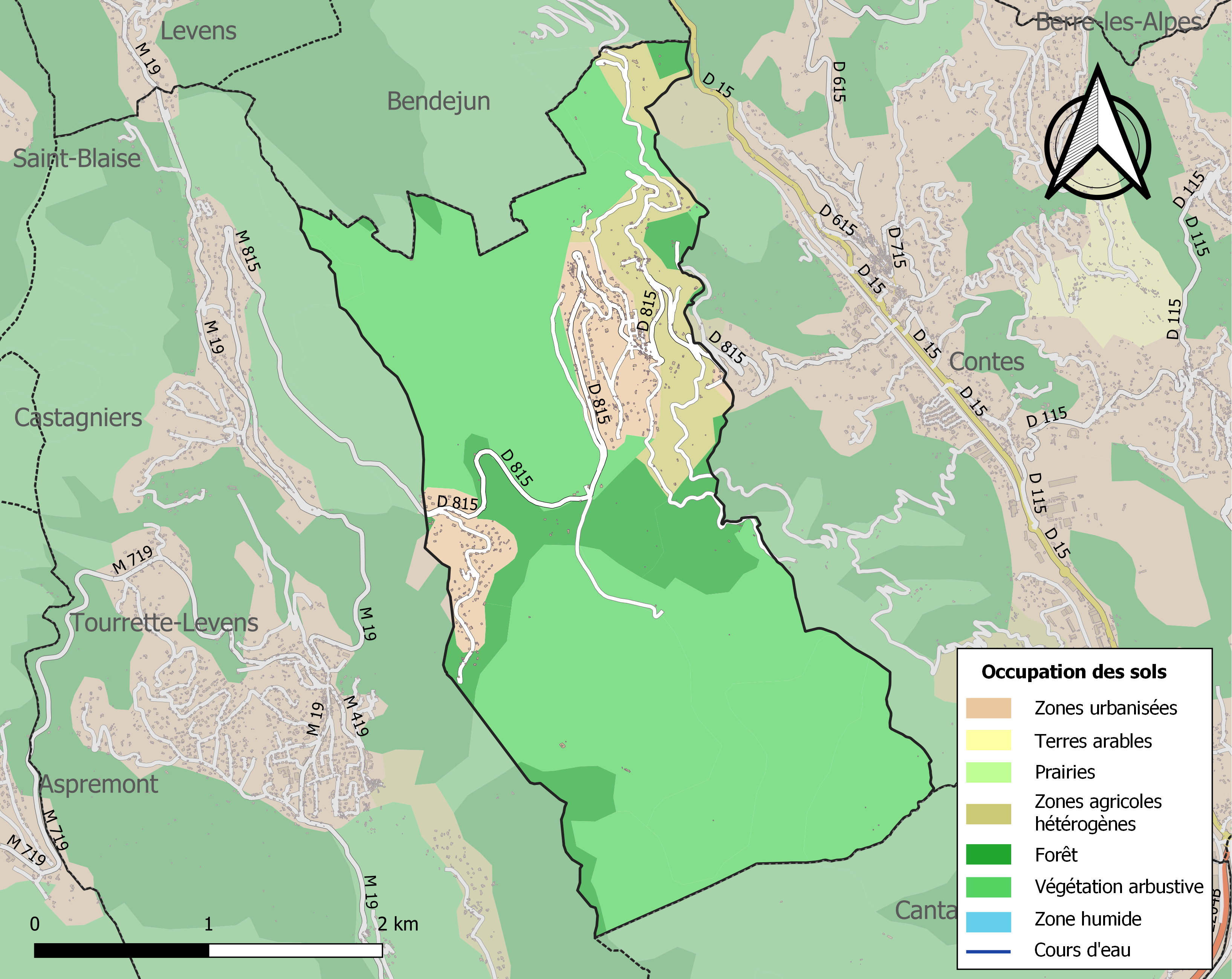

## Demografie
Onderstaande figuur toont het verloop van het inwonertal (bron: INSEE-tellingen).
Vanwege een beveiligingsprobleem met de MediaWiki Graph-software is het momenteel niet mogelijk deze grafiek weer te geven. Zodra de software is bijgewerkt zal de grafiek vanzelf weer zichtbaar worden.